# Gerhard Hein
Gerhard Hein (9 de julho de 1916 - 6 de junho de 2008) foi um oficial alemão que serviu no Deutsches Heer durante a Segunda Guerra Mundial. Foi condecorado com a Cruz de Cavaleiro da Cruz de Ferro com Folhas de Carvalho.

## Condecorações
| Nome                                                             | Data                  |
| ---------------------------------------------------------------- | --------------------- |
| Cruz de Ferro (1939) 2ª Classe                                   | 23 de junho de 1940   |
| Cruz de Ferro (1939) 1ª Classe                                   | 27 de junho de 1940   |
| Distintivo de Feridos (1939) em Preto                            |                       |
| Distintivo de Feridos (1939) em Prata                            |                       |
| Medalha da Frente Oriental                                       |                       |
| Cruz Germânica em Prata                                          | 15 de julho de 1944   |
| Cruz de Cavaleiro da Cruz de Ferro                               | 3 de setembro de 1940 |
| Cruz de Cavaleiro da Cruz de Ferro com Folhas de Carvalho nº 120 | 6 de setembro de 1942 |